# Гіхо-де-Санта-Барбара
Гіхо-де-Санта-Барбара (ісп. Guijo de Santa Bárbara) — муніципалітет в Іспанії, у складі автономної спільноти Естремадура, у провінції Касерес. Населення — 416 осіб (2010).
Муніципалітет розташований на відстані близько 170 км на захід від Мадрида, 95 км на північний схід від Касереса.

## Демографія
Динаміка населення (INE ):